# Steal a person's heart
『steal a person's heart』（スティール・ア・パーソンズ・ハート）は、日本の音楽グループEGO-WRAPPIN'の8枚目のスタジオ・アルバム。2013年4月10日にトイズファクトリーから発売。

## 概要
前作『ないものねだりのデッドヒート』から約2年半ぶりのフル・アルバム。全11曲を収録。
アルバムタイトルの「steal a person's heart」は「知らぬ間にうまく人の心をつかむ」といった意味。
リードトラック「女根の月（めこんのつき）」は、現代美術家の大竹伸朗が作詞を担当。ボーカル中納良恵が酒を飲んでいる最中にふとひらめき、その場で大竹に直接電話をかけて作詞を依頼したことでコラボレーションが実現した。またミュージック・ビデオも制作され、ギターの森雅樹が女優の小島聖とひとときの恋仲を演じ、それと並行して中納が妖艶なリップシンクで魅せるという内容。
初回限定盤（通称“初回ラッピン”）と通常盤の2仕様でリリースされ、“初回ラッピン”はアルバムCDのほか、ライブDVD、アルバム未収録音源を収めた7インチアナログ、カバー曲入りのUSBメモリ、中納の描き下ろしイラストを掲載したアートブックを同梱した、シリアルナンバー入りの豪華ボックス仕様。DVDには前年7月に東京・日比谷野外大音楽堂で行われたワンマンライブ「Dance Dance Dance」の中から13曲のライブ映像を、USBメモリには過去の東京キネマ倶楽部公演「Midnight Dejavu」で披露された楽曲の中から、久保田早紀「異邦人」、笠置シヅ子「買物ブギー」などのカバーを収録。
アルバムのジャケット写真には、中納が描いたイラストを使用している。

## 収録曲
| #   | タイトル               | 作詞     | 作曲                   | 編曲                              | 時間 |
| --- | ---------------------- | -------- | ---------------------- | --------------------------------- | ---- |
| 1.  | 「水中の光」           | 中納良恵 | 中納良恵               |                                   | 5:43 |
| 2.  | 「FUTURE」             | 中納良恵 | EGO-WRAPPIN'、菅沼雄太 |                                   | 4:55 |
| 3.  | 「AQビート」           | 中納良恵 | EGO-WRAPPIN'           |                                   | 5:57 |
| 4.  | 「10万年後の君へ」     | 中納良恵 | EGO-WRAPPIN'、菅沼雄太 |                                   | 4:12 |
| 5.  | 「on You」             | 中納良恵 | EGO-WRAPPIN'           |                                   | 4:21 |
| 6.  | 「ウィスキーとラムネ」 | 中納良恵 | EGO-WRAPPIN'           |                                   | 5:23 |
| 7.  | 「女根の月」           | 大竹伸朗 | EGO-WRAPPIN'           | EGO-WRAPPIN'、ASA-CHANG、真船勝博 | 6:23 |
| 8.  | 「ちりと灰」           | 中納良恵 | EGO-WRAPPIN'           |                                   | 5:02 |
| 9.  | 「Fall」               | 中納良恵 | EGO-WRAPPIN'           |                                   | 4:43 |
| 10. | 「blue bird」          | 中納良恵 | EGO-WRAPPIN'           |                                   | 3:26 |
| 11. | 「fine bitter」        | 中納良恵 | EGO-WRAPPIN'           | 徳澤青弦（ストリングスアレンジ）  |      |

| #   | タイトル               | 作詞 | 作曲・編曲 |
| --- | ---------------------- | ---- | ---------- |
| 1.  | 「デッドヒート」       |      |            |
| 2.  | 「天国と白いピエロ」   |      |            |
| 3.  | 「BRAND NEW DAY」      |      |            |
| 4.  | 「love scene」         |      |            |
| 5.  | 「MINNIE THE MOOCHER」 |      |            |
| 6.  | 「下弦の月」           |      |            |
| 7.  | 「想像の美しい世界」   |      |            |
| 8.  | 「Sundance」           |      |            |
| 9.  | 「Telephone Operator」 |      |            |
| 10. | 「雨のdubism」         |      |            |
| 11. | 「くちばしにチェリー」 |      |            |
| 12. | 「GO ACTION」          |      |            |
| 13. | 「WHOLE WORLD HAPPY」  |      |            |

| #       | タイトル        | 作詞 | 作曲・編曲 |
| ------- | --------------- | ---- | ---------- |
| Side A. | 「女根の月」    |      |            |
| Side B. | 「Speculation」 |      |            |

| #  | タイトル                | 作詞 | 作曲・編曲 | オリジナルアーティスト |
| -- | ----------------------- | ---- | ---------- | ---------------------- |
| 1. | 「異邦人」              |      |            | 久保田早紀             |
| 2. | 「買物ブギー」          |      |            | 笠置シヅ子             |
| 3. | 「Tomorrow Is My Turn」 |      |            | ニーナ・シモン         |
| 4. | 「Adorable You」        |      |            | ドレーン・シャッファー |